# 月球正面

這組動畫顯示地球上观测到的月相变化，可以反映月球正面，每張图片（模拟图）的時間間隔是等間距的。

月球正面是月球永遠朝向地球的半球，即月面经度位于90°E至 90°W范围的区域，而相對的另外半球被稱為月球背面。因為月球繞地球公轉的周期和它繞著自己的軸心自轉的周期相同，因此在地球上只能看見月球的一面，這種情形稱為同步自轉或是潮汐鎖定。月球直接被太陽照亮，而繞著地球產生的外觀變化稱為月相。月球未被照亮的部分有時也能看到朦朧的影像，這是地球照的結果。這反映了地球表面反射的陽光也會照亮月球的表面。由於月球的軌道不是正圆而是离心率很小的橢圓，並且相对于黃道平面傾斜着，因此產生天秤動，使得從地球上累计能觀察到的月球表面總共達到59%（但在任何一個瞬間能看見的略少於一半）。

月球正面上主要的海和一些坑穴的名稱。

## 名稱
月球正面的特徵是有大面積的黑暗區域，一般認為是17世紀的天文學家（特別是乔瓦尼·巴蒂斯塔·里乔利和弗朗切斯科·马里亚·格里马尔迪）首先將這些區域以海來命名。雖然，後來發現月球上沒有水，但這些海的名稱仍然被繼續沿用下來。比較明亮的區域被認為是土地，或更通俗的說法是高地。

## 方向性
當將月球的影像繪製成地圖時，通常的表示法是以北方在上，西方在左邊。天文學家通常會倒轉月面圖讓南方朝上，以適合多數望遠鏡上下顛倒的影像。
當你在月球上時，要注意的是在月球上的東西方向，通常你不會注意。但是我們現在是在地球，從地球看天空中的月球，因此東方和西方會相反。因此在月球上使用座標時，必須要指明是使用地理（或者更明確的說是月面的）座標還是使用天文學的座標。
觀測者所看見的月球在天空中或在地平線上的實際方位取決於觀測者所在的地理緯度，下面的說明中會考慮幾個典型的情況：
- 在北極：如果能看見月球，越靠近北極點則月球離地平線就越近。
- 在北半球的中緯度（北美洲、歐洲和亞洲）：月球由東方升起時，月球的東北方邊緣（危難海）朝上；當到達南方抵達最高點時，月球的北方在上方；而西沉時，西北方的邊緣（雨海）在上方。
- 在赤道：月球從東方升起時，南北向的軸線平行於地平線，豐饒海在上方；大約12.5小時候西沉時，南北軸線依然平行於地平線，風暴洋是最後沉入地平線下的區域。在出沒之間，當月球抵達最高點或是天頂時，月面座標的方向與與地球上的方向是一致的。
- 在南半球的中緯度（南美洲、南太平洋、澳洲、南非）：月球由東方升起時，東南的邊緣（神酒海）朝上；當抵達最高點時，位置在北方，而南方朝上；當西沉時，西南方的邊緣（濕海）朝上。
- 在南極：月球的行為與在北極相似，但是它是南方朝上

## 外部連結
- Lunar and Planetary Institute: Exploring the Moon （页面存档备份，存于）
- Lunar and Planetary Institute: Lunar Atlases
- Ralph Aeschliman Planetary Cartography and Graphics: Lunar Maps （页面存档备份，存于）